# Diacyclops ecabensis
Diacyclops ecabensis is een eenoogkreeftjessoort uit de familie van de Cyclopidae. De wetenschappelijke naam van de soort is voor het eerst geldig gepubliceerd in 2000 door Fiers, Ghenne & Suárez-Morales.